# Saluting Battery (Valletta)
Saluting Battery (malt. Batterija tas-Salut) – bateria artyleryjska w Valletcie na Malcie.
Zbudowana została w XVI wieku przez Zakon św. Jana, na miejscu lub obok miejsca, gdzie stała turecka bateria podczas oblężenia Malty w 1565 roku. Bateria tworzy dolny poziom Bastionu św. Piotra i św. Pawła fortyfikacji frontowych Valletty, ulokowany poniżej Upper Barrakka Gardens, z widokiem na Fort Saint Angelo i resztę Grand Harbour.
Saluting Battery głównie była używana do oddawania ceremonialnych salutów armatnich i sygnałowych, lecz wykorzystywana była też do celów militarnych podczas blokady 1798-1800 roku oraz II wojny światowej. Pozostawała czynnym obiektem wojskowym do czasu, kiedy działa zostały usunięte przez Brytyjczyków w roku 1954. Na początku XXI wieku została odnowiona i otwarta dla publiczności, i jest teraz wyposażona w osiem czynnych replik 32-funtowych odtylcowych dział gładkolufowych (ang. SBBL 32 pounder, SBBL – smooth bore breach loading), które oddają salut codziennie o godz. 12:00 i 16:00.

## Historia

### Rządy Zakonu św. Jana

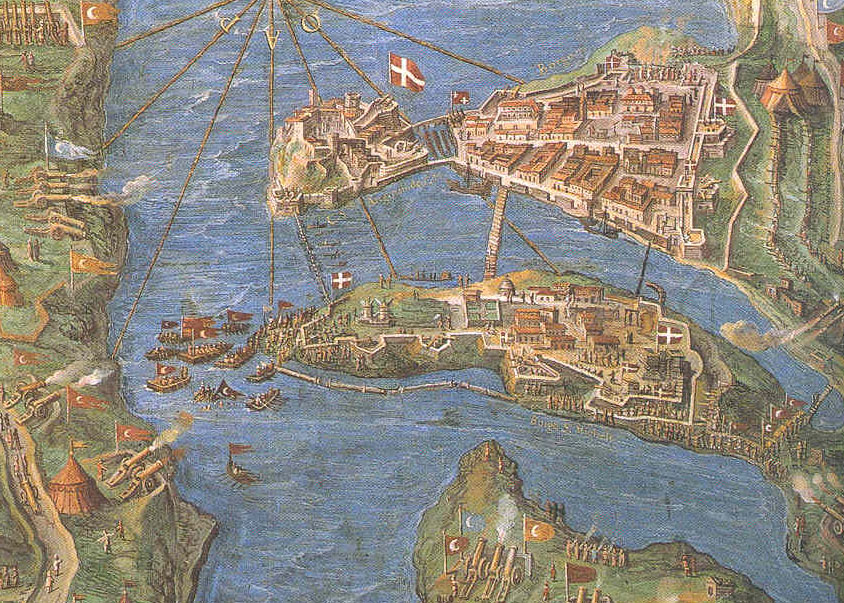
Detal z mapy Grand Harbour podczas Wielkiego Oblężenia Malty w roku 1565, pokazujący zakonne fortyfikacje Birgu i Isli oraz różne osmańskie baterie. Bateria po lewej stronie na górze obrazka, wychodząca na Fort Saint Angelo, z powiewającym niebieskim proporcem, stoi mniej więcej na miejscu Saluting Battery.

Korzenie Saluting Battery sięgają czasów Wielkiego Oblężenia Malty w roku 1565. Podczas oblężenia wojska tureckie umieściły artylerię na półwyspie Sciberras (na którym dziś leżą Valletta i Floriana), aby ostrzeliwać Zakon św. Jana w Forcie St. Angelo. Jedna z baterii oblężniczych znajdowała się blisko miejsca, gdzie dziś jest Saluting Battery, ponieważ teren ten jest podniesiony i posiada czysty widok na Fort St. Angelo i resztę Grand Harbour.
W roku 1566, kiedy oblężenie zostało odparte, założone zostało miasto Valletta. W tym samym roku rozpoczęto budowę Bastionu św. Piotra i św. Pawła (St. Peter & St. Paul Bastion), który został ukończony w roku 1570. Bastion posiadał wielopoziomową platformę artyleryjską, skąd działa mogły być przemieszczane na wyższe poziomy, aby objąć swym zasięgiem cały port. Saluting Battery została zbudowana na poziomie niższym, a początkiem XVII wieku, na górnej platformie zbudowano loggię i założono prywatny ogród. Podczas rządów Zakonu na Malcie, bateria była wykorzystywana do obydwu celów – ceremonialnego i militarnego. Pod koniec XVIII wieku bateria została uzbrojona w szesnaście 12-funtowych dział z brązu, które strzelały okrągłymi kamiennymi kulami.
W czasie okupacji Malty przez Francuzów i oblężenia Valletty przez maltańskich powstańców, uzbrojenie baterii pozostało niezmienione, lecz kąt celowania dział został podniesiony, aby móc ostrzeliwać w poprzek portu pozycje powstańców na Corradino Heights.

### Rządy brytyjskie
Wkrótce po zajęciu Malty przez Brytyjczyków w roku 1800, rozpoczęto codzienne oddawanie trzech strzałów sygnałowych (na wschód słońca, południe i zachód słońca) z Saluting Battery, zastępując nimi strzały sygnałowe z Saint James Cavalier, oddawane za rządów Zakonu. W czasie, gdy bateria była poddawana naprawie lub przeglądowi, strzały oddawane były z Fortu St. Angelo po przeciwnej stronie portu. W roku 1803, do uzbrojenia baterii dodane zostały dwie 24-funtowe karonady oraz kilka 24-funtowych dział, zdobytych na Francuzach podczas francuskich wojen rewolucyjnych. Pozostały tam do roku 1825.
W roku 1824 otwarto dla publiczności, znajdujące się na poziomie powyżej Saluting Battery, loggię i ogród, jako Upper Barrakka Gardens. Od roku 1848 bateria była wyposażona w cztery działa 12-funtowe. W ciągu następnych lat jej uzbrojenie znacznie się wzbogaciło. W roku 1852 bateria była wyposażona w dziesięć dział 24-funtowych na głównym parapecie, cztery działa 32-funtowe na prawej flance, trzy 8-funtowe haubice na lewej flance, dwa 13-calowe moździerze z tyłu parapetu, oraz dwie 56-funtowe karonady w wysuniętych narożnikach. W roku 1854, poniżej Saluting Battery, zbudowana została bateria Lascaris, przylegająca do Bastionu św. Piotra i św. Pawła.
W latach 1860. dodane zostało kolejne działo 24-funtowe, zwiększając liczbę dział salutowych do jedenastu. W roku 1886 haubice zastąpione zostały przez 64-funtowe działa RML (ang. RML 64 pounder 64 cwt gun, RML – rifled muzzle loading, czyli gwintowane działo odprzodowe), zaś działa 32-funtowe zostały usunięte. W latach 1890. całe uzbrojenie baterii zostało zastąpione przez jedenaście 32-funtowych dział odprzodowych, które służyły jedynie do oddawania salutów. Na początku XX wieku na wyposażenie baterii składało się osiem 32-funtowych gładkolufowych dział ładowanych od tyłu (ang. SBBL 32 pounder). Podczas I wojny światowej nie oddawano strzałów sygnałowych, oszczędzając proch. Wznowiono je w dniu zawieszenia broni (Armistice Day) 11 listopada 1918 roku.
W latach 1920. władze cywilne rozpoczęły naciski na rząd, aby scedował na nie Saluting Battery, w celu powiększenia Upper Barrakka. W roku 1924 otwarto drugie wejście do baterii, łączące ją z ogrodem. W tym samym roku uzbrojenie baterii zostało zmniejszone do jednego 32-funtowego działa SBBL oraz czterech 18-funtowych armat. Część baterii została udostępniona dla publiczności, a działa zostały odgrodzone.

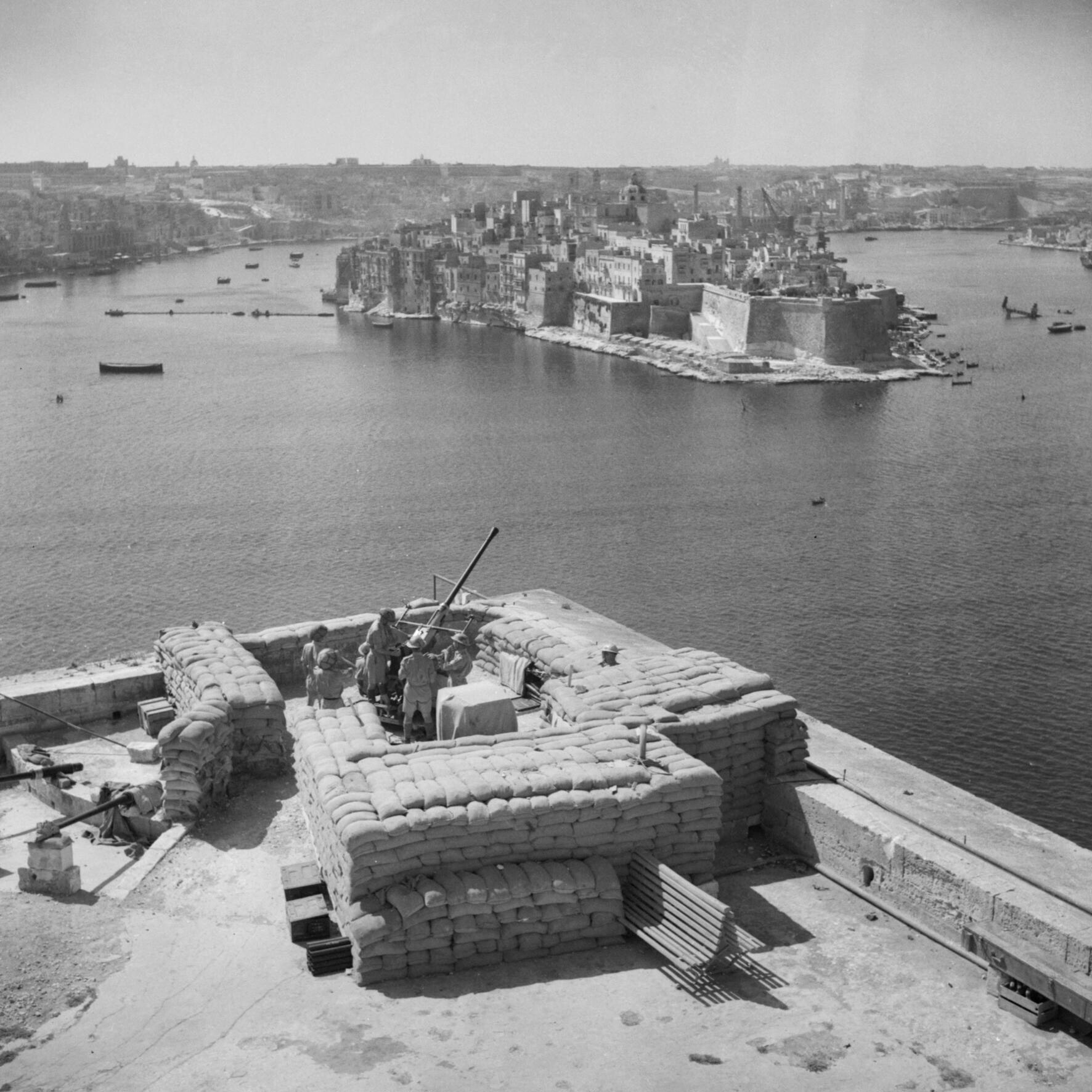
Armata przeciwlotnicza Bofors 40 mm na Saluting Battery w 1942 roku

W roku 1939, tuż przed wybuchem II wojny światowej, wszystkie działa baterii zostały przeniesione, w celu użycia do obrony wybrzeża. W prawym wysuniętym narożniku platformy umieszczono pojedynczą armatę przeciwlotniczą Bofors 40 mm, aby osłaniać Malta Dockyard. Bateria była obsługiwana przez 3. Lekki Pułk Przeciwlotniczy Royal Malta Artillery. Upper Barrakka Gardens i bateria zostały silnie zniszczone przez bombardowania. Podczas wojny zbudowana została, w tunelach wykopanych pod baterią i ogrodem, główna kwatera obrony wyspy – Lascaris War Rooms.
Po wojnie zniszczenia baterii i ogrodu zostały naprawione. Uzbrojenie baterii zostało zastąpione przez cztery haubice QF 25 pdr Mk.I. Zostały one usunięte w roku 1954, kiedy bateria została zamknięta i przydzielona Royal Navy jako część baterii Lascaris. W roku 1965, część baterii, która wciąż była obiektem wojskowym, została przekazana władzom cywilnym i zamieniona na ogród.

### Odnowa

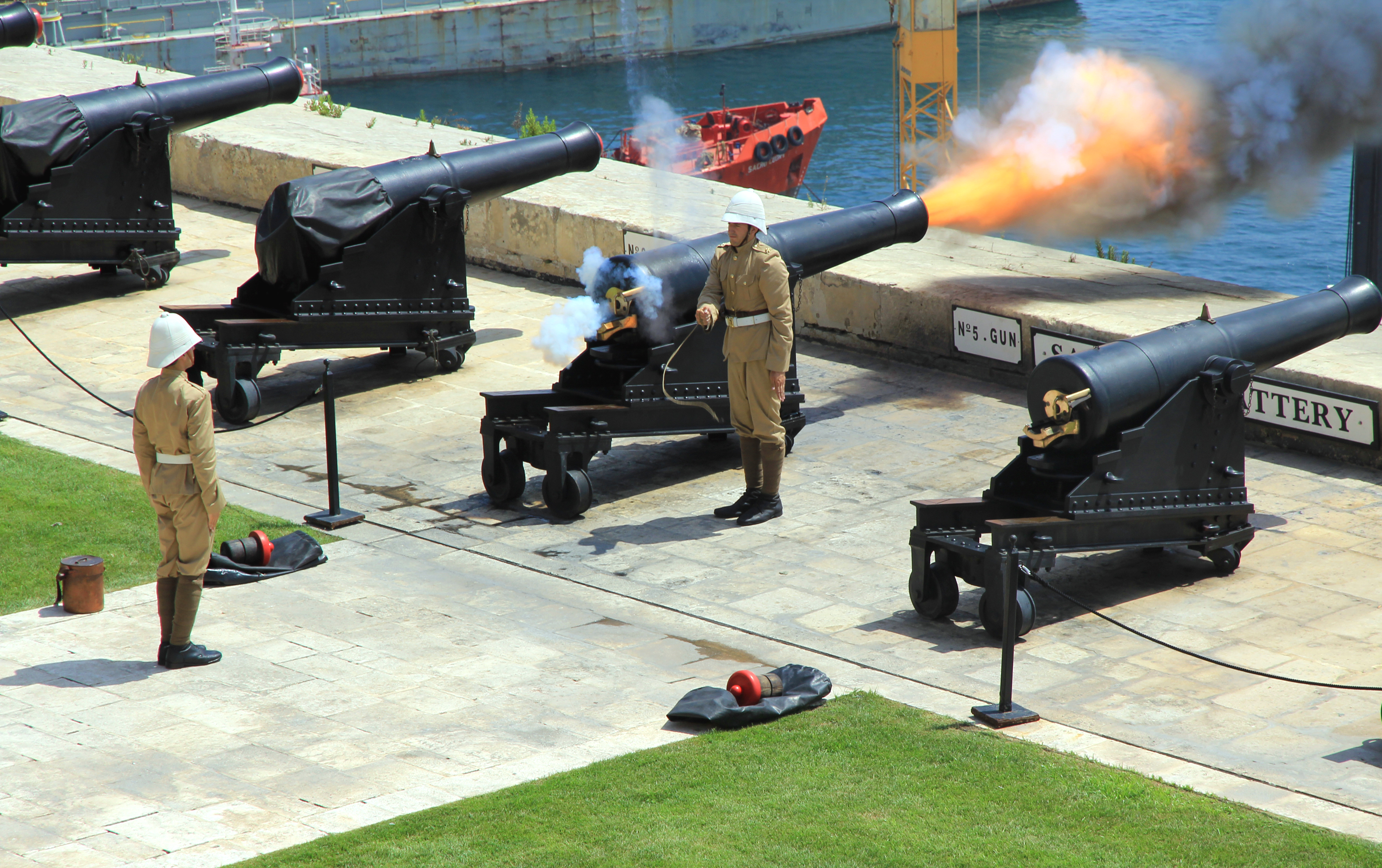
Jedno z dział baterii oddające strzał powitalny

Fondazzjoni Wirt Artna – Malta Heritage Trust, nabyła baterię w roku 2004 i rozpoczęła przywracanie jej do stanu z końca XIX wieku. Posiada w tej chwili sprawne działo, magazyny artyleryjskie, magazyn prochu i niewielkie muzeum.
Po odnowieniu, bateria została początkowo wyposażona w osiem oryginalnych 24-funtowych dział Blomfield, pochodzących z lat 1790–1810, lecz w roku 2011 zostały one przeniesione do muzeum i zastąpione przez osiem działających replik 32-funtowych gładkolufowych dział odtylcowych. Podczas prac restauracyjnych w roku 2011 znaleziono na terenie baterii około 100 kamiennych kul armatnich. Na terenie baterii zostały również odkryte pozostałości grobu Henry’ego Andersona Morsheada, dowódcy królewskich inżynierów wojskowych.
Bateria jest otwarta codziennie i można ją zwiedzać z przewodnikiem. Saluty armatnie są oddawane w każdy dzień o godzinie 12:00 i 16:00; wycieczkowe liniowce pasażerskie wpływające i opuszczające Grand Harbour są również obdarzane salutem armatnim.

## Galeria

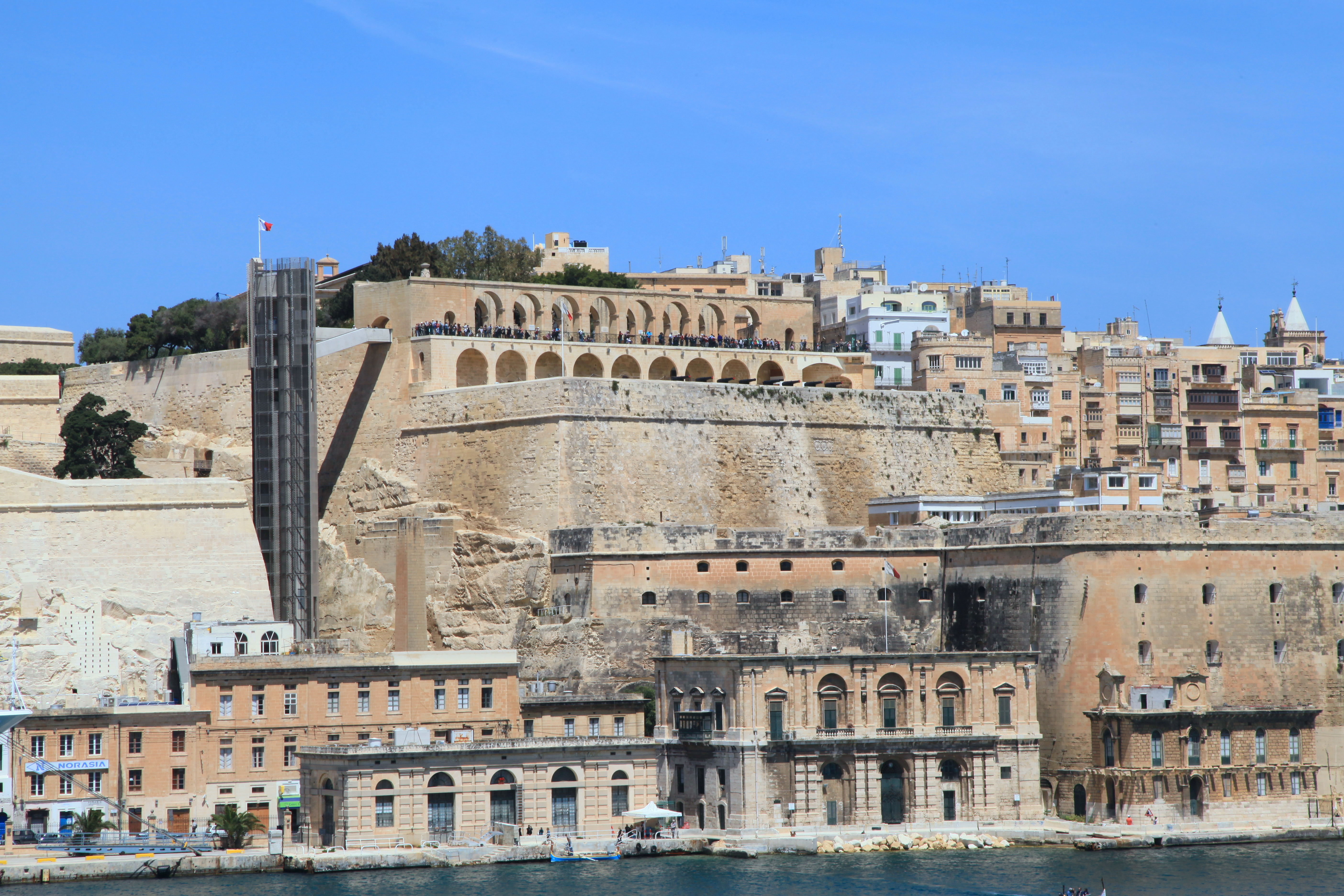
Saluting Battery widziana z Isli
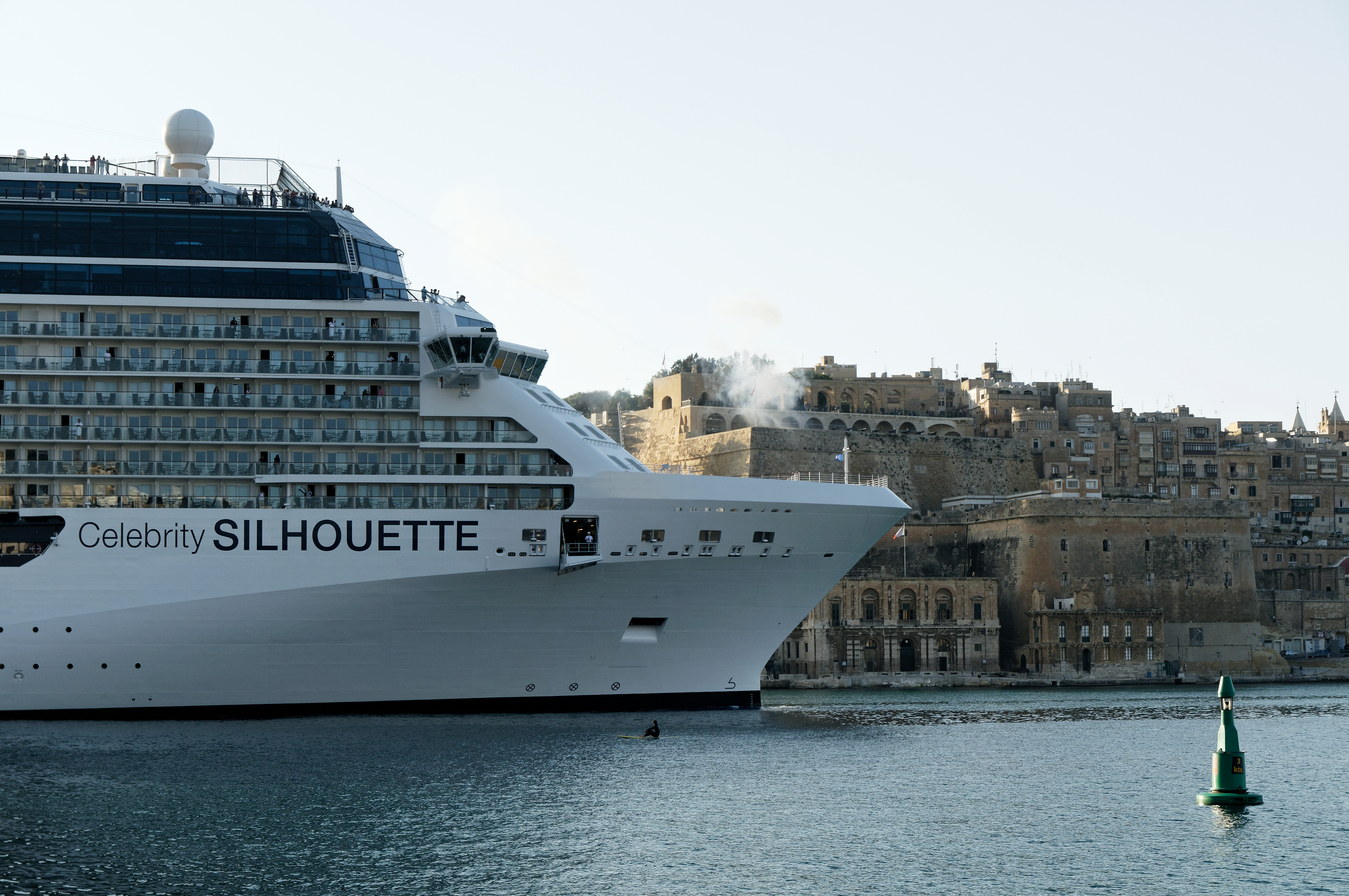
Salut armatni dla Celebrity Silhouette(inne języki)
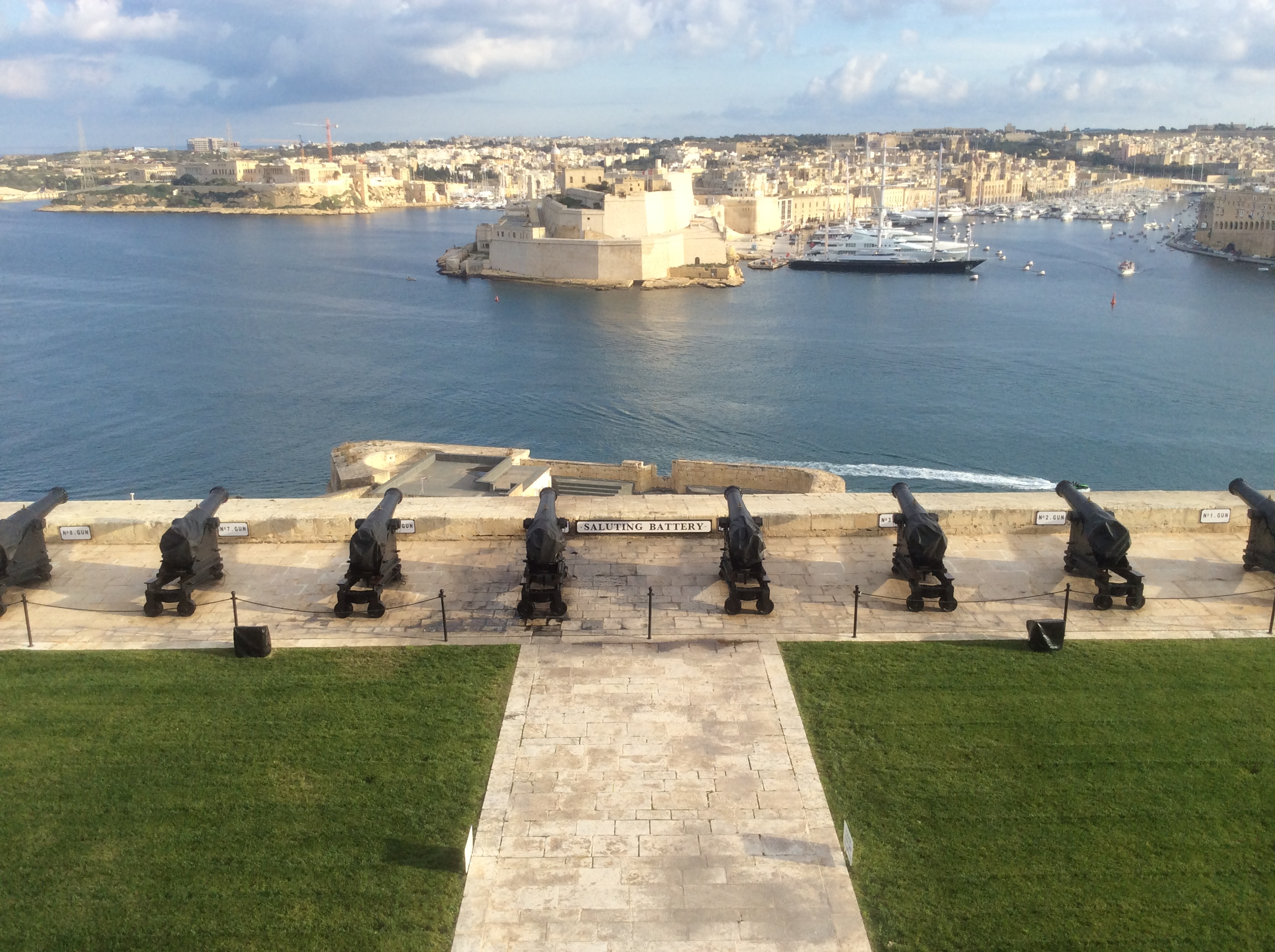
Widok z baterii na Fort Saint Angelo
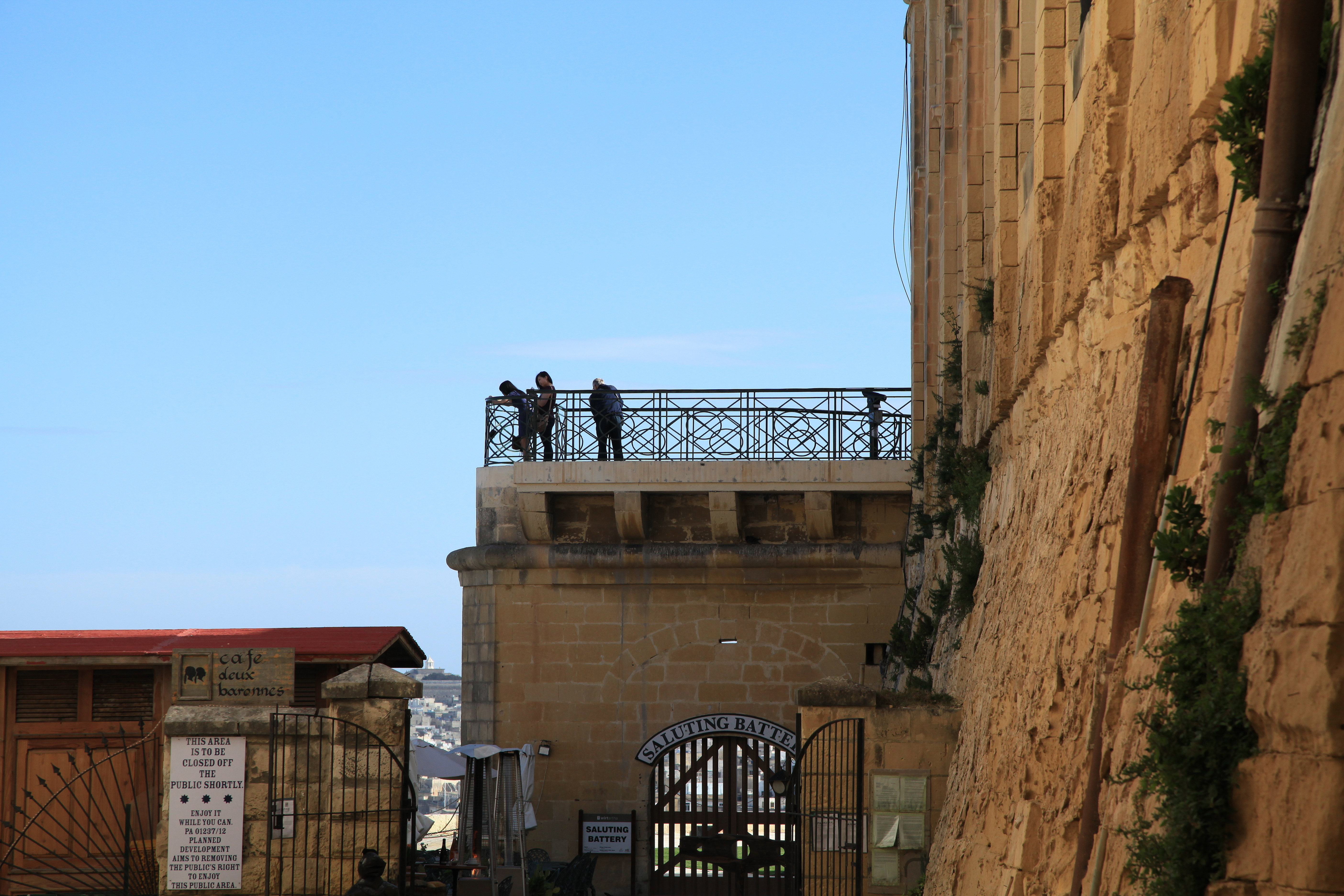
Oryginalne wejście do baterii
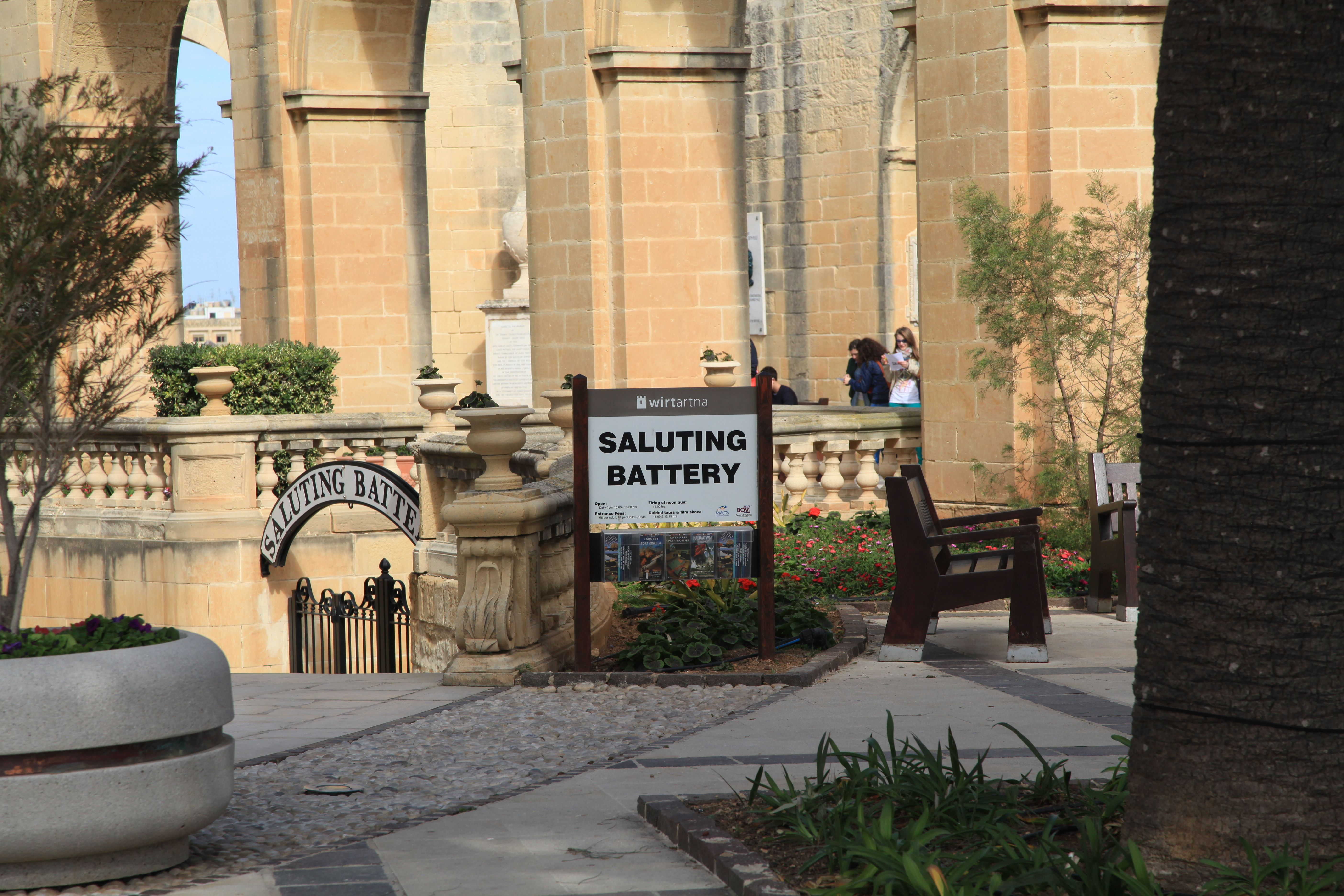
Wejście do baterii otwarte w roku 1924